# Петер, Ира
Ирина Петер (нем. Ira Peter) — немецкий журналист и блогер.

## Биография
Её бабушка и дедушка — немецкие колонисты на Волыни — были депортированы в Северный Казахстан в 1936 году. Ирина живёт в Германии с 1992 года, куда переехала вместе с родителями в статусе переселенца. Изучала французскую и русскую литературу и психологию в университетах Гейдельберга и Ниццы. Она продюсирует и ведёт подкаст «Дети степей» вместе с Эдвином Варкентином, который возглавляет отдел культуры российские немцев в Музее истории русско-германской культуры. Жюри, назначенное Немецким культурным форумом Восточной Европы, выбрало Иру Петер летописцем Одессы. С июня по октябрь 2021 года Петер реализовала проекты по популяризации культурного наследия немцев и их соседей в Одессе и её окрестностях и сообщила об этом в блоге на немецком и украинском языках.
С июня по октябрь 2021 года Петер реализовала проекты по популяризации культурного наследия немцев и их соседей в Одессе и её окрестностях. Она возобновила ведение блога 24 февраля 2022 года после вторжения России в Украину. С тех пор она обучает немецко-русское сообщество борьбе с дезинформацией и пропагандой в своём подкасте и в других средствах массовой информации.
Вы можете прочитать это «как призыв к более универсальному пониманию происхождения и родины — вне национальностей», — считает журналистка газеты
«Der Tagesspiegel» Лена Шнайдер.
В настоящее время Ира Петер проживает в Мангейме.

## Награды
- 2022: Золотые блогеры как новичок года
- 2022: Российско-немецкая культурная премия земли Баден-Вюртемберг (главный приз) «Дети степей» — Подкаст